# BSPRY
BSPRY (англ. B-box and SPRY domain containing) – білок, який кодується однойменним геном, розташованим у людей на 9-й хромосомі. Довжина поліпептидного ланцюга білка становить 402 амінокислот, а молекулярна маса — 44 381.
| 10         |  | 20         |  | 30         |  | 40         |  | 50         |
| ---------- |  | ---------- |  | ---------- |  | ---------- |  | ---------- |
| MSAEGAEPGP |  | GSGSGPGPGP |  | LCPEHGQALS |  | WFCGSERRPV |  | CAACAGLGGR |
| CRGHRIRRAE |  | ERAEELRNKI |  | VDQCERLQLQ |  | SAAITKYVAD |  | VLPGKNQRAV |
| SMASAARELV |  | IQRLSLVRSL |  | CESEEQRLLE |  | QVHGEEERAH |  | QSILTQRVHW |
| AEALQKLDTI |  | RTGLVGMLTH |  | LDDLQLIQKE |  | QEIFERTEEA |  | EGILDPQESE |
| MLNFNEKCTR |  | SPLLTQLWAT |  | AVLGSLSGTE |  | DIRIDERTVS |  | PFLQLSDDRK |
| TLTFSTKKSK |  | ACADGPERFD |  | HWPNALAATS |  | FQNGLHAWMV |  | NVQNSCAYKV |
| GVASGHLPRK |  | GSGSDCRLGH |  | NAFSWVFSRY |  | DQEFRFSHNG |  | QHEPLGLLRG |
| PAQLGVVLDL |  | QVQELLFYEP |  | ASGTVLCAHH |  | VSFPGPLFPV |  | FAVADQTISI |
| VR         |  |            |  |            |  |            |  |            |

A: Аланін

C: Цистеїн

D: Аспарагінова кислота

E: Глутамінова кислота

F: Фенілаланін

G: Гліцин

H: Гістидин

I: Ізолейцин

K: Лізин

L: Лейцин

M: Метіонін

N: Аспарагін

P: Пролін

Q: Глутамін

R: Аргінін

S: Серин

T: Треонін

V: Валін

W: Триптофан

Задіяний у таких біологічних процесах, як транспорт іонів, транспорт, транспорт кальцію, альтернативний сплайсинг. 
Білок має сайт для зв'язування з іонами металів, іоном цинку, іоном кальцію. 
Локалізований у цитоплазмі, мембрані.